# 東海大学望星学塾
東海大学望星学塾（とうかいだいがくぼうせいがくじゅく）は、東京都武蔵野市に存在する教育機関の名称。

## 概要
塾長は東海大学の総長でもある松前達郎。
社会人から子供まで様々な年代を対象とした講座を設置している。

## 沿革
- 1982年
  - 学校法人東海大学の機関となる。